# ロバート・グリーン・インガーソル
ロバート・グリーン・インガーソル（Robert Green Ingersoll, 1833年8月11日 - 1899年7月21日）はアメリカ合衆国の弁護士、政治的指導者、不可知論者である。
インガーソルの父、ジョン・インガーソルは奴隷制度廃止主義者の牧師。インガーソルはニューヨーク州イェーツ郡ドレスデンに生まれたが、父の急進的な考えによって、イリノイ州ピオリアに落ち着くまで頻繁に引っ越した。インガーソルはそこで弁護士に弟子入りし、一人で住むようになった。
南北戦争の際、第11イリノイ騎兵連隊を立ち上げ、統率した。連隊はシャイローの戦いで戦ったが、その後インガーソルは捕らえられ、以後戦線に出ないことを条件に釈放された。
戦後、イリノイ州検事総長を務めた。彼は当時今日よりは進歩的だった共和党の重要な党員となった。彼は党で地位につかなかったが、積極的に党の活動に参加した。
彼は1876年、ジェームズ・G・ブレインの推薦スピーチをした。ブレインは当選できなかったが、推薦スピーチが評判となり、「素晴らしい夜のスピーチ (the "Plumed Knight" speech) 」と呼ばれ、政治演説のゴールドスタンダードだと言われた。
インガーソルは巨大スキャンダルであったスタールート裁判に携わり、被告のニュージャージー州の男性を擁護した。無罪は勝ち取れなかったが、彼の迫力ある擁護によって法の欠点が指摘され、わずかながらも検察の理解を得られた。
演説が公共の楽しみであった時代、インガーソルは演説者として知られた。彼はシェークスピアの事から南北戦争後の事まで何でも話したが、彼のもっとも得意としたのは不可知論と尊厳と組織の堕落についてであった。彼の演説は3時間以上続くこともあったが、彼はそれを暗記していた。聴衆たちは退屈することが無かったという。